# 荻原良太
荻原 良太（おぎはら りょうた、1991年7月30日 - ）は、山梨県甲州市出身のハンドボール選手。日本ハンドボールリーグの湧永製薬所属。

## 経歴
駿台甲府高等学校時代は2007年に日本代表U-16に選出。
2008年は全国高等学校ハンドボール選抜大会で有望選手に選ばれた。
高校卒業後は明治大学へ進学。2010年に第12回男子ジュニアアジア選手権の日本代表U-21に選出された。
2013年の関東学生ハンドボール・秋季リーグでは敢闘賞を受賞。
2014年1月に日本ハンドボールリーグの湧永製薬へ加入。

## 詳細情報

### 年度別成績
| 年       | チーム   | 試合 | FS 阻止 | 率   | 7m 阻止 | 率    |
| -------- | -------- | ---- | ------- | ---- | ------- | ----- |
| 2013-14  | 湧永製薬 | 0    | -       | -    | -       | -     |
| 2014-15  | 湧永製薬 | 0    | -       | -    | -       | -     |
| 2015-16  | 湧永製薬 | 8    | 0/0     | -    | 0/0     | -     |
| 2016-17  | 湧永製薬 | 14   | 17/45   | .378 | 1/1     | 1.000 |
| 2017-18  | 湧永製薬 | 24   | 0/1     | .000 | 1/4     | .250  |
| 2018-19  | 湧永製薬 | 24   | 13/31   | .419 | 0/2     | .000  |
| JHL：6年 | JHL：6年 | 70   | 30/77   | .390 | 2/7     | .286  |

- 各年度の太字はリーグ最高

### 背番号
- 22 (2014年 - )

## 代表歴

### 日本代表U-21
- ジュニアアジア選手権 (2010年)

### 日本代表U-16
- 日韓スポーツ交流 (2007年)